# Toren van Haut-Vinâve
De Toren van Haut-Vinâve (Tour de la Haut-Vinâve) is een middeleeuwse toren in de Luikse deelgemeente Grivegnée, gelegen aan de Rue Vinâve 50.
Deze ronde toren, die enigszins verscholen staat tussen de huizen, is een donjon van ongeveer 1400. Hij is gebouwd in zandsteenblokken. Dendrochronologisch onderzoek van de houten balken geeft het jaar 1528 aan.
De toren heeft vijf verdiepingen, waarvan de eerste zich geheel onder de grond bevindt.